# Đợt lốc xoáy bùng phát

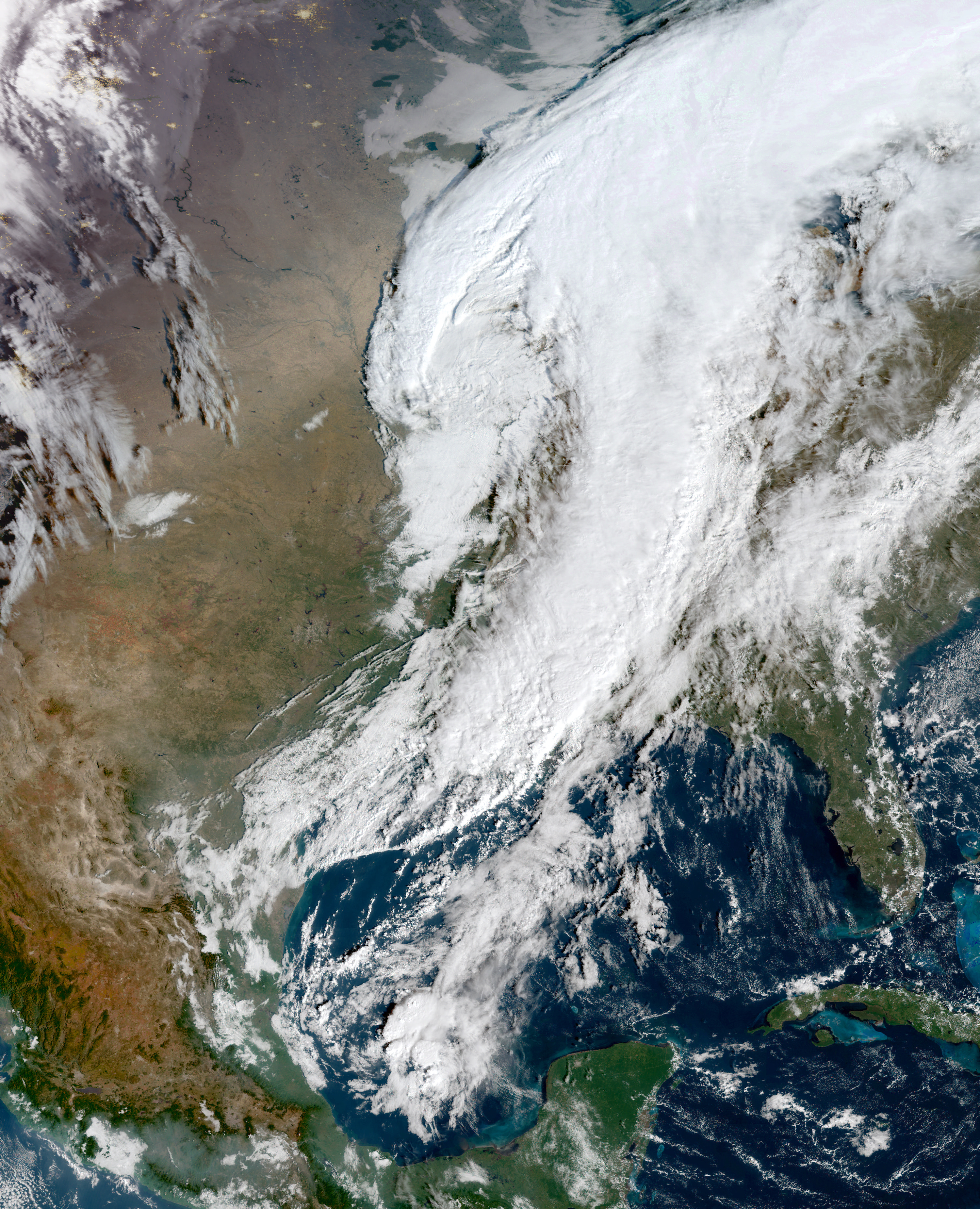
Hình ảnh vệ tinh của đợt lốc xoáy bùng phát từ ngày 4–5 tháng 11, 2022.

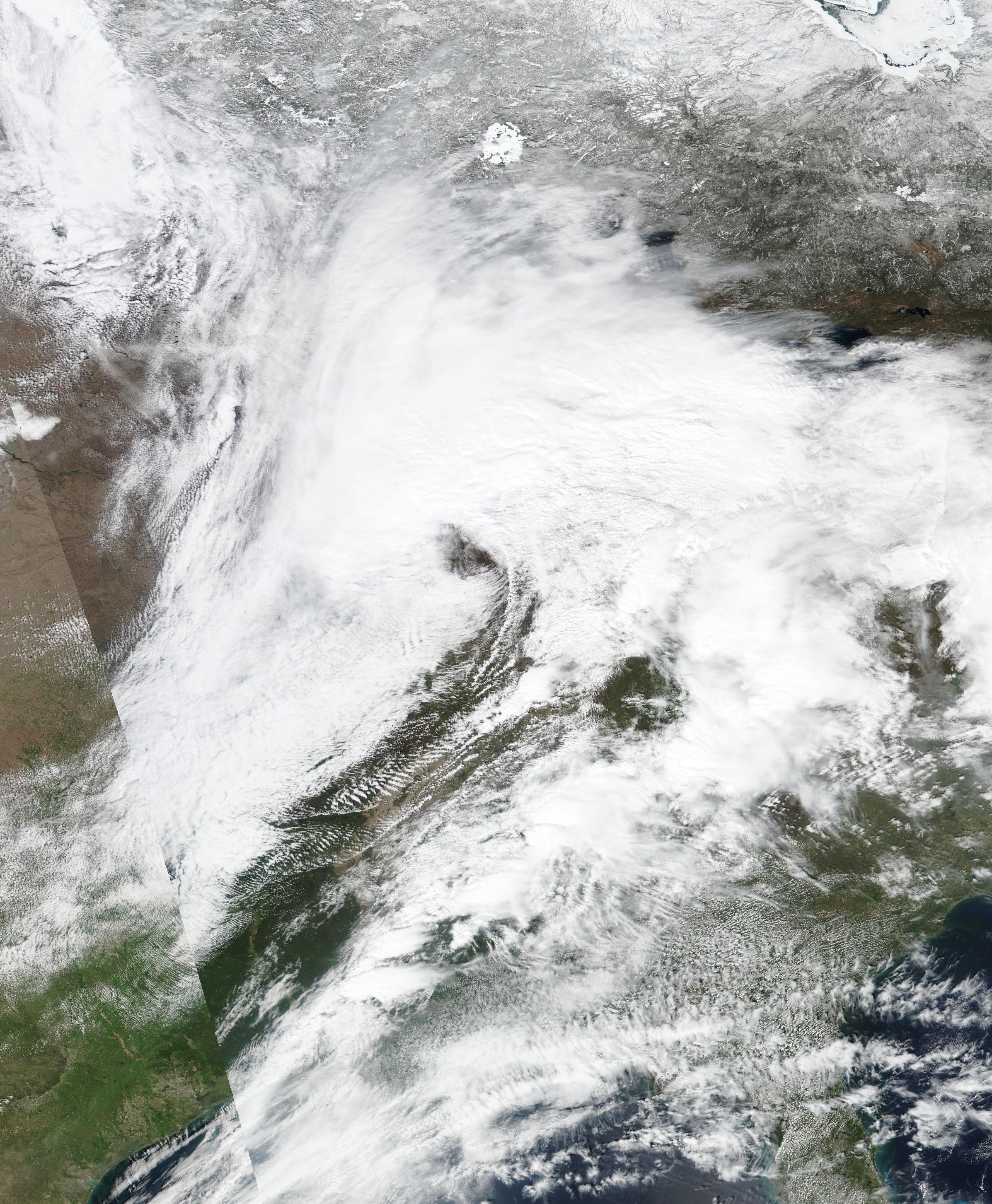
Hình ảnh vệ tinh của đợt lốc xoáy bùng phát và derecho từ ngày 1–3 tháng 4, 2024

Đợt lốc xoáy bùng phát (tornado outbreak) là sự xuất hiện của nhiều cơn lốc xoáy do cùng một hệ thống thời tiết quy mô đồng bộ gây ra.
Lốc xoáy thường xảy ra trong cùng một ngày hoặc kéo dài đến sáng sớm ngày hôm sau và trong cùng một khu vực. Hầu hết các định nghĩa đều cho phép có một khoảng thời gian gián đoạn trong hoạt động lốc xoáy (thời gian trôi qua từ khi kết thúc cơn lốc xoáy trước đến khi bắt đầu cơn lốc xoáy tiếp theo) là sáu giờ. Nếu hoạt động lốc xoáy thực sự tiếp tục sau một thời gian tạm lắng như vậy, nhiều định nghĩa coi sự kiện này là một đợt lốc xoáy bùng phát mới. Một loạt các ngày lốc xoáy bùng phát liên tục hoặc gần như liên tục gọi là đợt lốc xoáy bùng phát liên tiếp (tornado outbreak sequence).
Ở Hoa Kỳ và Canada, các đợt lốc xoáy bùng phát thường xảy ra từ tháng 3 đến tháng 6 ở vùng Đại Bình nguyên Bắc Mỹ, Trung Tây Hoa Kỳ và Đông Nam Hoa Kỳ trong một khu vực được gọi một cách thông tục là hẻm lốc xoáy (Tornado Alley). Các đợt lốc xoáy bùng phát cũng có thể xảy ra vào những thời điểm khác trong năm và ở những nơi khác trên thế giới. Một "mùa" lốc xoáy thứ cấp ít hoạt động hơn và không nhất quán hàng năm ở Hoa Kỳ thường xảy ra vào cuối mùa thu.
Các đợt lốc xoáy bùng phát rất lớn được gọi là đợt lốc xoáy siêu bùng phát (super outbreak). Có hai đợt siêu bùng phát lớn là Đợt lốc xoáy siêu bùng phát năm 2011, với 362 cơn lốc xoáy được ghi nhận và thiệt hại lên đến khoảng 10 tỷ đô la và Đợt lốc xoáy siêu bùng phát năm 1974, trong đó có 148 cơn lốc xoáy được ghi nhận. Cả hai đều xảy ra ở Hoa Kỳ và Canada.

## Đợt lốc xoáy bùng phát liên tiếp
Đợt lốc xoáy bùng phát liên tiếp (tornado outbreak (day) sequence), hay còn gọi là đợt lốc xoáy bùng phát kéo dài (extended tornado outbreak), là khoảng thời gian hoạt động lốc xoáy mạnh liên tục hoặc gần như liên tục, bao gồm một loạt các đợt lốc xoáy bùng phát trong nhiều ngày mà không có hoặc có rất ít ngày không có lốc xoáy bùng phát trong chuỗi ngày đó.
Các đợt lốc xoáy bùng phát liên tiếp điển hình xảy ra ở Hoa Kỳ vào các tháng 5 năm 1917, 1930, 1949, 1965, 1974, 2003 và 2011. Mặc dù một số ngày không có lốc xoáy, nhưng giai đoạn từ giữa đến cuối tháng 4 năm 2011 và cuối tháng 5 năm 2019 cũng là những giai đoạn có hoạt động lốc xoáy đặc biệt cao.